# Hodyc
Hodyc (Hoditz, Hodicki) – odmiana herbu szlacheckiego Rogala.

## Opis herbu
Na tarczy dwudzielnej, w polu prawym srebrnym - róg bawoli czerwony, w lewym czerwonym - róg bawoli srebrny. W klejnocie dwa takie same rogi.

## Herbowni
Hodycki, Hodytz.